# Hrad Zvíkov
Hrad Zvíkov är en borg i Tjeckien.   Den ligger i distriktet Okres Písek och regionen Södra Böhmen, i den centrala delen av landet, 70 km söder om huvudstaden Prag. Hrad Zvíkov ligger 363 meter över havet.